# قوة شرطة سنغافورة
قوة شرطة سنغافورة (SPF) هي الوكالة الوطنية والرئيسي لإنفاذ القانون المسؤولة عن منع الجريمة وإنفاذ القانون في جمهورية سنغافورة. وهي الوكالة الرائدة في البلاد ضد الجريمة المنظمة؛ الاتجار بالبشر والأسلحة؛ الجريمة الإلكترونية؛ وكذلك الجرائم الاقتصادية التي تمر عبر الحدود الداخلية والدولية، ولكن يمكن أن تكون مهمة التحقيق في أي جريمة تحت دائرة وزارة الداخلية (MHA) وتحاسب أمام برلمان سنغافورة. 
تغطي المنطقة الجغرافية الرئيسية لمسؤولياتها على مستوى الدولة بأكملها، وتتكون من خمس مناطق مقسمة أيضًا إلى 55 منطقة تخطيط . لدى المنظمة أقسام مختلفة للموظفين مع تركيز محدد. وتشمل هذه القوات قسم شرطة المطار (APD)، الذي يغطي أعمال الشرطة في المطارات المدنية الرئيسية في سنغافورة شانغي وسيليتار، أو شرطة خفر السواحل (PCG)، التي تحمي وتنفذ المناطق الواقعة تحت المياه الإقليمية لسنغافورة وموانئها.
كانت تعرف سابقًا باسم شرطة جمهورية سنغافورة (RSP)، وتعد قوة شرطة سنغافورة منظمة موحدة. أعلنت قوة شرطة سنغافورة عن مهمتها ورؤيتها المتمثلة في "منع الجريمة وردعها والكشف عنها لضمان سلامة وأمن سنغافورة".  إنها نقطة الاتصال لسنغافورة مع الوكالات الأجنبية مثل الإنتربول ووكالات إنفاذ القانون الدولية الأخرى. ينقسم الهيكل التنظيمي لقوات الأمن الخاصة بين وظائف الموظفين والوظائف الخطية، والذي تم تصميمه بشكل تقريبي على غرار القوات المسلحة السنغافورية (SAF).

تتكون القوة حاليًا من ستة عشر قسمًا للموظفين وأربعة أقسام متخصصة للموظفين وثمانية عشر وحدة متخصصة وخطية بالإضافة إلى سبعة أقسام للأراضي. يقع مقرها الرئيسي في أحد مباني مبنى نيو فينيكس بارك في منطقة نوفينا، والذي يقع بجوار مبنى مزدوج تشغله MHA.  يقع داخل المقر الرئيسي مركز تراث الشرطة (PHC)، وهو مفتوح للجمهور ويعرض تاريخ القوة من خلال معارضه المتنوعة وشاشات الوسائط المتعددة. 

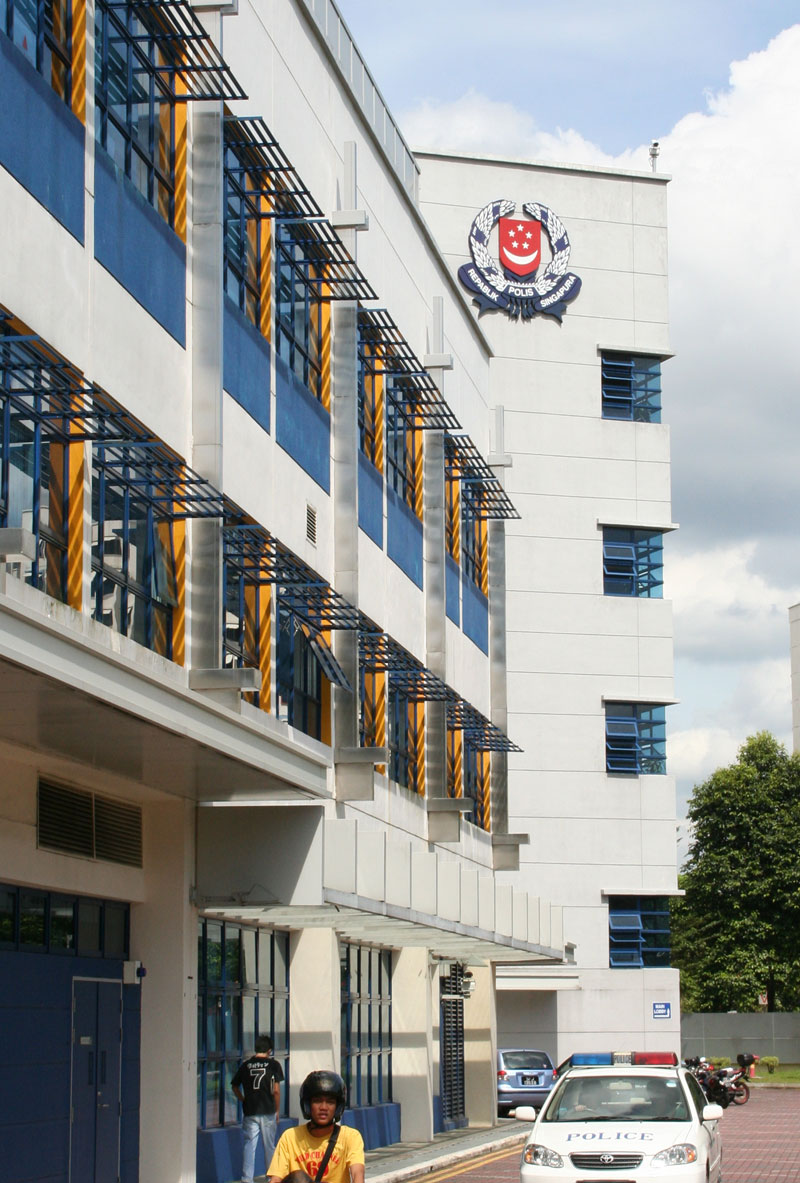
المقر الرئيسي لقسم شرطة جورونغ، مع عرض شعار قوة شرطة سنغافورة بشكل بارز

اعتبارًا من عام 2020، يبلغ قوام قوات الحماية الخاصة حوالي 10,706 فردًا: 9,571 ضابطًا محلفًا و1,135 موظفًا مدنيًا. يُنسب الفضل بشكل عام إلى هذه القوة باعتبارها الطليعة في إبقاء الجريمة في سنغافورة منخفضة، فضلاً عن كونها شفافة نسبيًا في أعمالها الشرطية.  وبناء على ذلك، تعتبر سنغافورة واحدة من الدول الأقل فسادا والأكثر أمانا في العالم. تعمل القوة أيضًا بشكل وثيق مع إدارة الأمن الداخلي (ISD) ومكتب التحقيق في الممارسات الفاسدة (CPIB). اعتبارًا من عام 2022، وزير الشؤون الداخلية الحالي هو كيه شانموجام، بينما المفوض الحالي للقوة هو هونج وي تيك.